# Colle di Tora

Widok na miejscowość

Colle di Tora – miejscowość i gmina we Włoszech, w regionie Lacjum, w prowincji Rieti.
Według danych na rok 2004 gminę zamieszkiwało 380 osób, 27,1 os./km².